# Echinocardium meteorense
Echinocardium meteorense is een zee-egel uit de familie Loveniidae.
De wetenschappelijke naam van de soort werd in 2006 gepubliceerd door Alexander Mironov.